# Archidium hallii
Espèce
Archidium hallii est une espèce de mousses de la famille des Archidiaceae.

## Description
Cette mousse vivace se présente sous forme de coussinets denses et ras, avec des pousses de 3 à 10 mm de hauteur. Sa couleur globale est vert pâle ou jaune-vert.

## Répartition et habitat
Cette espèce est présente dans deux grandes régions disjointes : en Amérique du Nord (Canada, États-Unis, Mexique) et en Amérique du Sud (Argentine, Uruguay et peut-être Brésil), mais n'a encore jamais été trouvée dans les pays de l'Amérique centrale.

## Taxonomie et systématique
Archidium hallii a deux synonymes non valides : Archidium ephemeroides Müll. Hal. et Archidium lorentzii Müll. Hal. Quant à la variété Archidium hallii var. minus décrite par Renauld et Cardot en 1894, il s'agit d'un synonyme non valide d'Archidium minus (Renauld & Cardot) Snider 1975.